# Роналд Бекас
Роналд Бекас (англ. Ronald Backus, 28 березня 1922 — 27 липня 1999) — британський яхтсмен.
Бронзовий призер Олімпійських Ігор 1956 року в класі Дракон.